# Epipsylla rubrofasciata
Epipsylla rubrofasciata är en insektsart som beskrevs av Shinji Kuwayama 1908. Epipsylla rubrofasciata ingår i släktet Epipsylla och familjen rundbladloppor. Inga underarter finns listade i Catalogue of Life.